# Sigrid Alegría

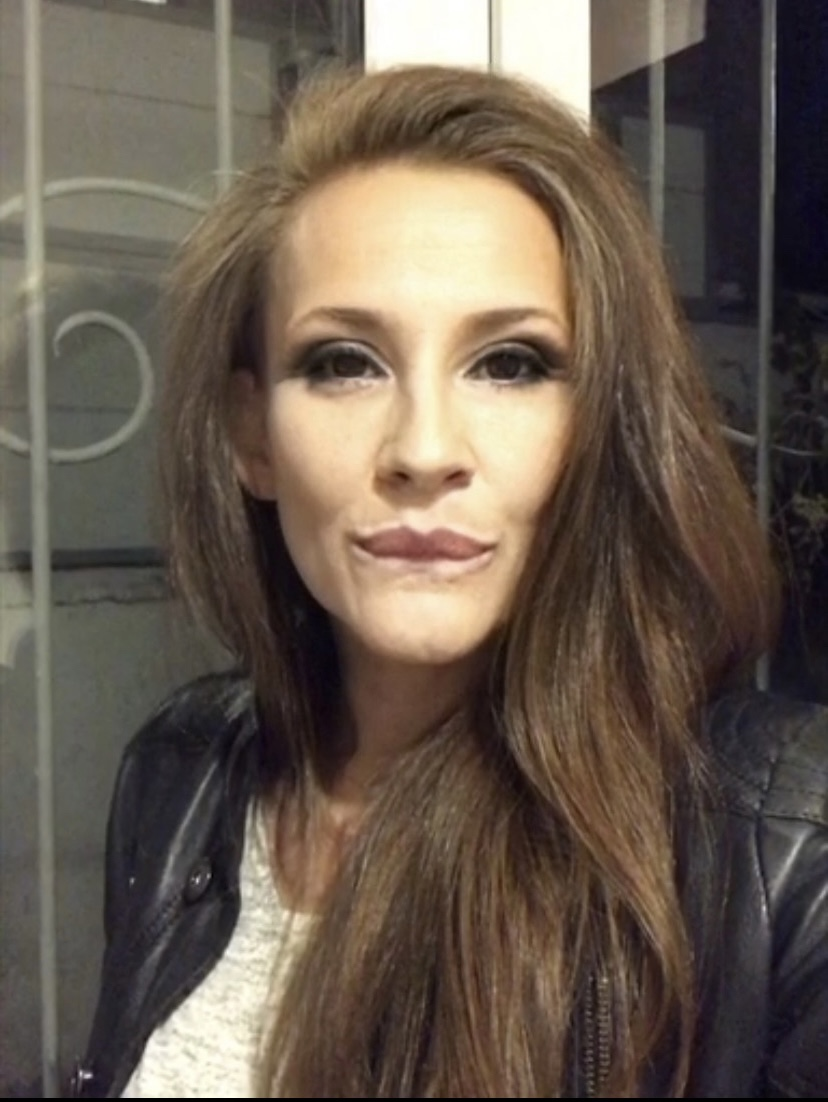
Sigrid Alegría (2021)

Sigrid Alegría Conrads (* 18. Juni 1974 in Rostock) ist eine chilenische Schauspielerin.

## Leben
Alegría wurde als Kind chilenischer Eltern 1974 – in der Zeit der Militärdiktatur in Chile – im Exil in der DDR geboren. 1982 emigrierte die Familie in die Niederlande und kehrte zwei Jahre später nach Chile zurück.
Von 1994 bis 1997 besuchte Alegría die Schauspielschule Teatro Imagen in Santiago und hatte 1998 ihr Fernsehdebüt in der Telenovela Borrón y cuenta nueva des staatlichen Fernsehsenders TVN. Sie spielte in acht weiteren Serien und Telenovelas dieses Senders, bis sie 2004 für kurze Zeit zum privaten Konkurrenten Canal 13 wechselte, um nach Auftritten in zwei Telenovelas nach nur einem Jahr zu TVN zurückzukehren. Für die Darstellung der Leticia Lira in der Telenovela Los Treinta erhielt sie 2006 die Auszeichnung Altazor als beste chilenische Fernsehschauspielerin.
2003 gab sie ihr Kinofilmdebüt in der chilenischen Komödie Sexo con Amor.

## Filmografie
Kinofilme
- 2003: Sexo con Amor
- 2004: Mujeres Infieles
- 2005: Paréntesis
- 2008: Mansacue
- 2016: Meine Eltern sind irgendwie anders (Rara)

Telenovelas
- 1998: Borrón y Cuenta Nueva
- 1999: Aquelarre
- 2000: Santo Ladrón
- 2001: Amores de Mercado
- 2002: Purasangre
- 2003: Pecadores
- 2004: Hippie
- 2004–2005: Tentación
- 2005: Los Treinta
- 2005: Versus
- 2007: Alguien Te Mira
- 2008: El Señor de La Querencia
- 2009: ¿Dónde está Elisa?
- 2011: El Laberinto de Alicia
- 2012–2013: Separados
- 2014: Mamá mechona
- 2015: 20añero a los 40
- 2016–2017: Ámbar
- seit 2018: Casa de muñecos

Fernsehserien und -filme
- 1997: Las Historias de Sussy
- 2002: La Vida es una Lotería
- 2003: Cuentos de Mujeres
- 2004: Bienvenida Realidad
- 2005–2006: Tiempo Final: En Tiempo Real
- 2008: Cárcel de Mujeres II